# Blank Generation (film)
Pour les articles homonymes, voir Blank Generation (homonymie).
Blank Generation est un film américain réalisé par Ulli Lommel, sorti en 1980.

## Fiche technique
- Réalisation : Ulli Lommel
- Scénario : Ulli Lommel, Richard Hell, Robert Madero et Peter Muller
- Photographie : Atze Glanert
- Musique : Elliot Goldenthal
- Montage : Paul Evans
- Production : Roger Deutsch, Andrew Deutsch et Robert Madero
- Pays d'origine : États-Unis
- Genre : Film dramatique
- Durée : 90 min
- Dates de sortie : 1980

## Distribution
- Carole Bouquet : Nada
- Richard Hell : Billy
- Ulli Lommel : Hoffritz
- Suzanna Love : Lizzy
- Howard Grant : Jack
- Ben Weiner : Kellerman
- Andy Warhol : Lui-même
- Robert Madero : Harry